# ÖBB 788
Die Reihe 788 der Österreichischen Bundesbahnen bestand aus nur einer einzigen Tenderlokomotive mit der Achsfolge B. Bei der Lokomotive mit der Nummer 788.01 handelte es sich um eine nach dem Zweiten Weltkrieg in Österreich verbliebene Henschel-Werklok. 